# Nazionale maschile di pallanuoto della Grecia
La nazionale di pallanuoto maschile greca (Εθνική ομάδα Ελλάδας υδατοσφαίρισης) è la rappresentativa pallanuotistica della Grecia in campo maschile nelle competizioni internazionali.

## Storia
È una delle principali squadre nazionali europee fin dagli ultimi anni novanta, sebbene sia riuscita a conquistare, nelle massime competizioni internazionali, pochi titoli di rilievo: i suoi massimi traguardi, infatti, sono stati tre bronzi mondiali ed un argento olimpico nell'edizione di Tokyo 2020.

## Risultati

### Massime competizioni
Olimpiadi
- 1920 6°
- 1924 13°
- 1948 13º
- 1968 14º
- 1972 13º
- 1980 10º
- 1984 8º
- 1988 9º
- 1992 10º
- 1996 6º
- 2000 10º
- 2004 4º
- 2008 7º
- 2012 9º
- 2016 6º
- 2020  2°
- 2024 5º

Mondiali
- 1973 12º
- 1978 12º
- 1982 12º
- 1986 11º
- 1991 10º
- 1994 7º
- 1998 8º
- 2001 6º
- 2003 4º
- 2005
- 2007 6º
- 2013 6º
- 2015
- 2017 4º
- 2019 7º
- 2022
- 2023
- 2024 5º
- 2025

Europei
- 1970 10º
- 1985 8º
- 1989 11º
- 1991 6º
- 1993 7º
- 1995 9º
- 1997 7º
- 1999 4º
- 2001 7º
- 2003 8º
- 2006 6º
- 2008 11º
- 2010 9º
- 2012 6º
- 2014 6º
- 2016 4º
- 2018 5º
- 2020 7º
- 2022 5º
- 2024 5º

### Altre competizioni
Coppa del Mondo
- 1985 8º
- 1987 8º
- 1993 7º
- 1995 8º
- 1997
- 1999 7º
- 2002 5º
- 2006 7º
- 2023 5º
- 2025

World League
- 2002 4º
- 2003 5º
- 2004
- 2005 6º
- 2006
- 2008 8º
- 2016
- 2021

Giochi del Mediterraneo
- 1951
- 1955
- 1959
- 1963
- 1967 4º
- 1971 4º
- 1975 4º
- 1979 4º
- 1983 5º
- 1987 4º
- 1991
- 1993
- 1997
- 2001 7º
- 2005 5º
- 2009 7º
- 2013
- 2018
- 2022 5º

### Competizioni giovanili
- Campionato mondiale U20: 3

2001, 2017, 2019
- Campionato mondiale U18: 1

2018
- Campionato europeo U19: 1

2018
- Campionato europeo U17: 1

2023

## Formazioni

### Olimpiadi
Giochi olimpici - Anversa 1920Psychas · Asīmakopoulos · Pilavachīs · Nikolopoulos · Tsamīs · Rousias · Mavridīs · Vasilopoulos · Mpaltatzīs-Mavrokordatos, CT: 
Giochi olimpici - Parigi 1924Theodōrakīs · Asīmakopoulos · Baltatzis-Mavrokordatos · Chalkiopoulos · Kaloudīs · Psychas · Vasilopoulos · C. Peppas · E. Vlassis · C. Vourvoulis, CT: 
Giochi olimpici - Londra 1948Monastīriōtīs • Papastefanou • Zōgrafos • Provatopoulos • Stampolīs • Papadopoulos • Melanofeidīs • Mprousalīs • Chatzīkyriakakīs, CT: 
Giochi olimpici - Città del Messico 1968Thymaras • Theodorakopoulos • Iosifidis • Garyfallos • Kougevetopoulos • Mathioudakis • Palios • Palikaris • Tsagkas • Karalogos • Michalos, CT: 
Giochi olimpici - Monaco di Baviera 1972Konstas • Theodorakopoulos • Voultsos • Iosifidis • Kougevetopoulos • Damaskos • T. Karalogos • I. Karalogos • Sarantos • Palios • Michalos, CT: 
Giochi olimpici - Mosca 1980Vossos • Karalogos • Stathakis • Capralos • Giannopoulos • Kefalogiannis • Garyfallos • Gounas • Aronis • Sitarenios • Giannourīs, CT: 
Giochi olimpici - Los Angeles 1984Vossos • Capralos • Stathakis • Gounas • Giannopoulos K • Kefalogiannis • Papanastasiou • Seletopoulos • Aronis • Sitarenios • Maurōtas • Moudatsios • Giannopoulos S, CT: 
Giochi olimpici - Seul 19881 Christoforidis, 2 Kaiafas, 3 Samartzidīs, 4 Tsikaris, 5 Giannopoulos, 6 Kefalogiannis, 7 Venetopoulos, 8 Seletopoulos, 9 Aronis, 10 Pateros, 11 Maurōtas, 12 Patras, 13 Papanastasiou, CT: Kyriakos Iosifidis
Giochi olimpici - Barcellona 19921 Patras, 2 Kaiafas, 3 Samartzidīs, 4 Loudīs, 5 Giannopoulos, 6 Papanastasiou, 7 Venetopoulos, 8 Seletopoulos, 9 Bitsakos, 10 Pateros, 11 Maurōtas, 12 Lorantos, 13 Voltyrakīs, CT: Ante Nakić
Giochi olimpici - Atlanta 19961 Voltyrakīs, 2 Kaiafas, 3 Chatzitheodorou, 4 Loudīs, 5 Maurōtas, 6 Papanastasiou, 7 Psychos, 8 Kalakonas, 9 Afroudakīs, 10 Lorantos, 11 Chatzis, 12 Georgaras, 13 Patras, CT: Kyriakos Iosifidis
Giochi olimpici - Sydney 2000Reppas · Kaiafas · Mazis · Loudīs · Maurōtas · Deligiannis · Chatzitheodorou · Psykhos · Afroudakīs · Lorantos · Khatzis · Vlontakīs · Thomakos, CT: Kyriakos Iosifidis
Giochi olimpici - Atene 2004C. Afroudakīs · G. Afroudakīs · Chatzitheodorou · Deligiannis · Kalakonas · Loudīs · Mazis · Reppas · Santa · Schizas · Theodōropoulos · Thomakos · Vlontakīs, CT: Sandro Campagna
Giochi olimpici - Pechino 2008C. Afroudakīs · G. Afroudakis · Deligiannis · Kokkinakis · Mazis · Miteloudis · Mylonakis · Ntoskas · Reppas · Schizas · Theodōropoulos · Thomakos · Vlontakīs, CT: Sandro Campagna
Giochi olimpici - Londra 20121 Deligiannis, 2 Mylonakis, 3 Miralis, 4 Kokkinakis, 5 Chatzitheodorou, 6 Theodoropoulos, 7 C. Afroudakīs, 8 Delakas, 9 G. Afroudakīs, 10 Fountoulis, 11 Mourikis, 12 Voulgarakis, 13 Karampetsos, CT: 
Giochi olimpici - Tokyo 2020Zerdevas · Genidounias · Skoumpakis · Kapotsis · Fountoulīs · Papanastasiou · Dervisis · Argyropoulos Kanakakis · Mourikis · Kolomvos · Gkiouvetsis · Vlachopoulos, CT: Theodoros Vlachos

### Mondiali
- Mondiali - Barcellona 2003 - 4º posto:

Chrīstos Afroudakīs, Georgios Afroudakis, Theodoros Chatzitheodorou, Nikolaos Deligiannis, Theodoros Kalakonas, Kōnstantinos Loudīs, Dimitrios Mazis, Georgios Reppas, Stefanos-Petros Santa, Anastasios Schizas, Argyrīs Theodōropoulos, Ioannis Thomakos, Antōnīs Vlontakīs. Allenatore: Sandro Campagna.
- Mondiali - Montréal 2005 -  Bronzo:

Chrīstos Afroudakīs, Georgios Afroudakis, Theodoros Chatzitheodorou, Nikolaos Deligiannis, Dimitrios Mazis, Emmanouil Mylonakis, Georgios Ntoskas, Georgios Reppas, Stefanos-Petros Santa, Anastasios Schizas, Argyrīs Theodōropoulos, Antōnīs Vlontakīs, Matthaios Voulgarakis. Allenatore: Sandro Campagna.
- Mondiali - Kazan' 2015 -  Bronzo:

Konstantinos Flegkas, Emmanouil Mylonakis, Georgios Dervisis, Kōnstantinos Genidounias, Ioannis Fountoulīs, Kyriakos Pontikeas, Chrīstos Afroudakīs, Evangelos Delakas, Konstantinos Mourikis, Christodoulos Kolomvos, Alexandros Gounas, Angelos Vlachopoulos, Stefanos Galanopoulos. Allenatore: Thodōrīs Vlachos
- Mondiali - Budapest 2022 -  Bronzo:

Emmanouīl Zerdevas, Kōnstantinos Genidounias, Dīmītrios Skoumpakīs, Efstathios Kalogeropoulos, Giannīs Fountoulīs, Alexandros Papanastasiou, Georgios Dervisīs, Stylianos Argyropoulos-Kanakakīs, Kōnstantinos Gouvīs, Kōnstantinos Kakarīs, Dīmītrios Nikolaïdīs, Angelos Vlachopoulos. Allenatore: Thodōrīs Vlachos

### Coppa del Mondo
- Coppa del Mondo - Atene 1997 -  Argento:

Georgios Afroudakis, Filippos Kaiafas, Theodoros Kalakonas, Thomas Chatzis, Makis Likoudis, Theodoros Lorantos, Kōnstantinos Loudīs, Georgios Mavrotas, Dimitrios Mazis, Anastasios Papanastasiou, Vangelis Patras, Georgios Psychos, Gerasimos Voltyrakīs. Allenatore: Kyriakos Iosifidis.

### World League
- World League - Long Beach 2004 -  Bronzo:

Chrīstos Afroudakīs, Georgios Afroudakis, Theodoros Chatzitheodorou, Nikolaos Deligiannis, Theodoros Kalakonas, Kōnstantinos Loudīs, Dimitrios Mazis, Georgios Reppas, Stefanos-Petros Santa, Anastasios Schizas, Argyrīs Theodōropoulos, Ioannis Thomakos, Matthaios Voulgarakis. Allenatore: Sandro Campagna.
- World League - Atene 2006 -  Bronzo:

Chrīstos Afroudakīs, Georgios Afroudakis, Georgios Chatzidakis, Petros Doudesis, Georgios Fountoulis, Filippos Karampetsos, Nikitas Kocheilas, Konstantinos Kokkinakis, Dimitrios Mazis, Dimitrios Miteloudis, Emmanouil Mylonakis, Georgios Ntoskas, Stylianos Protonotarios. Altri giocatori: Christos Dimou, Ioannis Fountoulīs, Andreas Miralis, Georgios Reppas, Nikolaos Stellatos. Allenatore: Sandro Campagna.

## Rosa attuale
Convocati per gli Europei di Belgrado 2016. Sono riportate le squadre di militanza di ciascun giocatore nel momento dell'inizio della manifestazione.
| N° | Nome                     | Ruolo | Data di nascita   | Squadra     |
| -- | ------------------------ | ----- | ----------------- | ----------- |
|    | Stefanos Galanopoulos    | P     | 1º marzo 1990     | Olympiakos  |
|    | Vangelis Delakas         | D     | 8 febbraio 1985   | Olympiakos  |
|    | Georgios Dervisīs        | A     | 30 ottobre 1994   | Olympiakos  |
|    | Giannīs Fountoulīs       | A     | 25 maggio 1988    | Olympiakos  |
|    | Alexandros Gounas        | A     | 3 ottobre 1989    | Olympiakos  |
|    | Christodoulos Kolomvos   | CB    | 26 ottobre 1988   | Olympiakos  |
|    | Konstantinos Mourikis    | CB    | 11 luglio 1988    | Olympiakos  |
|    | Emmanouil Mylonakis      | A     | 9 aprile 1985     | Olympiakos  |
|    | Kyriakos Pontikeas       | D     | 9 maggio 1991     | Olympiakos  |
|    | Angelos Vlachopoulos     | A     | 28 settembre 1991 | Olympiakos  |
|    | Kōnstantinos Genidounias | A     | 3 maggio 1993     | Olympiakos  |
|    | Chrīstos Afroudakīs      | A     | 23 maggio 1984    | Vouliagmeni |
|    | Konstantinos Flegkas     | P     | 12 ottobre 1986   | Ydraikos    |